# 勤労感謝の日
勤労感謝の日（きんろうかんしゃのひ）は、日本の国民の祝日の一つである。日付は11月23日。
昭和時代（昭和23年以降）および令和時代においては1年で最後の祝日となる。

## 概要
勤労感謝の日は、国民の祝日に関する法律（祝日法、昭和23年法律第178号）第2条によれば、「勤労をたつとび、生産を祝い、国民がたがいに感謝しあう」ことを趣旨としている。同法により制定された。 

## 前史
日本では古くから、天皇が新穀などの収穫物を神々に供えて感謝し、自らも食する「新嘗祭」（にいなめさい）という祭事が行われてきた。
新嘗祭は、1872年（明治5年）までは旧暦11月の二回目の卯の日に行われていた。太陽暦（グレゴリオ暦）が導入された1873年（明治6年）になって、旧暦11月の二回目の卯の日は、新暦の翌年1月に当たり都合が悪いということで、同年11月の二回目の卯の日であった11月23日に行われた。同年公布の年中祭日祝日ノ休暇日ヲ定ム（明治6年太政官第344号布告）によって、祭祀と同名の休暇日（休日）となった。本来、11月の二回目の卯の日は11月13日 - 11月24日の間で変動するが、翌1874年（明治7年）以降も祭祀・休日ともに11月23日に固定した。

## 制定
第二次世界大戦後、新たに日本国憲法が制定され、祝祭日から国家神道の色彩を払拭するという方針のもとで新たに祝祭日を選定し直すことになった。1947年（昭和22年）に召集された第2回国会で祝祭日の名称の全面的な見直しが行われる中、衆議院では新嘗祭が新穀の収穫に対する感謝の日であることからそれに代わる名称として「新穀祭」「生産感謝の日」などの案が検討された結果、「感謝の日」案が有力となった。その後の衆参合同委員会で「感謝の日」では漠然としていて何に対する感謝かわからないという理由で「勤労感謝の日」と「労働感謝の日」の二つの案が出され前者の案が有力となり、衆議院文化委員会において日本社会党などの委員による賛成多数で「勤労感謝の日」が採択された。この決議を踏まえて国民の祝日に関する法律に規定された。